# EDRAM
La memoria tipo eDRAM es un tipo de memoria dinámica de acceso aleatorio basada en condensadores que se integra en el mismo encapsulado que un ASIC o un microprocesador. Obtiene su nombre de embedded DRAM, o "DRAM embebida". El coste por bit de la memoria eDRAM es mayor que el de la memoria DRAM independiente equivalente, pero las ventajas de desempeño que se obtienen al disponer de la eDRAM en el mismo chip que el procesador superan esas desventajas de coste en muchas aplicaciones.
Incorporar memoria en el ASIC o el procesador permite buses mucho más anchos y operaciones mucho más rápidas. Además, dada la mayor densidad de la DRAM en comparación con la SRAM, cantidades mayores de memoria pueden instalarse en chips más pequeños si se usa eDRAM (DRAM embebida) en vez de ESRAM (SRAM embebida).
eDRAM requiere procesos de fabricación adicionales en comparación con eSRAM, lo que aumenta el coste, pero el ahorro del triple de espacio de eDRAM minimiza el coste cuando se usa una cantidad de memoria considerable en el diseño.
La memoria eDRAM, al igual que todas las memorias DRAM, requiere un refresco periódico de las celdas de memoria, lo que añade complejidad. Sin embargo, si el controlador de refresco de memoria está embebido junto con la memoria eDRAM, el resto de la ASic puede tratar la memoria como una de tipo simple SRM como 1T-SRAM. También es posible utilizar técnicas de arquitectura para mitigar el sobre calentamiento por refresco en la caché eDRAM.

La eDRAM se utiliza en el procesador POWER7 de IBM, CPUs de Intel como Haswell con gráficos integrados GT3e, y muchas consolas de videojuegos y otros dispositivos como Sony PlayStation 2, PlayStation Portable, Nintendo GameCube, Wii, Wii U, Apple Inc. iPhone, Microsoft Zune HD, Xbox 360 y Xbox One.
Hay algunas utilidades que permiten el modelado de cachés eDRAM.